# GlassFish
GlassFish – otwarty serwer aplikacji dla platformy  Java EE, rozwijany przez Oracle (dawniej Sun Microsystems). Rozpowszechniany jest na dwóch licencjach: CDDL oraz GPL. Rozwijana jest także wersja komercyjna − Oracle GlassFish Enterprise Server.

## Historia
Pracę nad aplikacją rozpoczęto 6 czerwca 2005. Niecały rok później, 4 maja 2006, została wydana pierwsza wersja serwera, implementująca specyfikację JEE 5.
Wersja druga serwera została wydana 17 września 2007 roku.
Wersja trzecia została wydana 10 grudnia 2009 roku. Wersja ta jest pełną implementacją standardu JEE 6.
Wersja 4 jest dostępna od 12 czerwca 2013 roku, implementuje JEE 7.